# Doroteo Vasconcelos Vides
Doroteo Vasconcelos Vides (* 6. Februar 1803 in Sensuntepeque, El Salvador; † 10. März 1883 in Ciudad San Vicente) war vom 7. Februar 1848 bis 1. März 1851 Staatschef von El Salvador.

## Leben
Doroteo Vasconcelos war Mitglied der Partido Liberal. Am 5. März 1828, Vasconcelos wurde Generalminister von El Salvador im Kabinett von Mariano Prado Baca. 1830 war er Abgeordneter und Vorsitzender des Parlamentes der Zentralamerikanischen Konföderation.
1832 wurde er Kriegsstaatsanwalt und Gouverneur von Sacatepéquez in Guatemala. 1833 kam er nach El Salvador, wo er zahlreiche Geschäfte hatte. 1836 wurde er Parteivorsitzender der Partido Liberal. 1840 ging Eugenio Aguilar nach Panama ins Exil. Nach dem José Francisco Morazán Quezada am 15. September 1842 in San José füsiliert worden war, schiffte sich Eugenio Aguilar nach Europa ein und kam Ende 1845 nach El Salvador zurück. Am 4. Dezember 1847 gewann er die Wahlen zum Supremo Director von 1848 bis 1850. Am Ende dieser Amtsperiode übergab er sein Amt für vier Tage vom 1. Februar bis zum 4. Februar 1850 an Ramón Rodríguez.
Als Supremo Director ließ er die Reste von José Francisco Morazán Quezada auf den Cementerio de los Ilustres in San Salvador überführen.

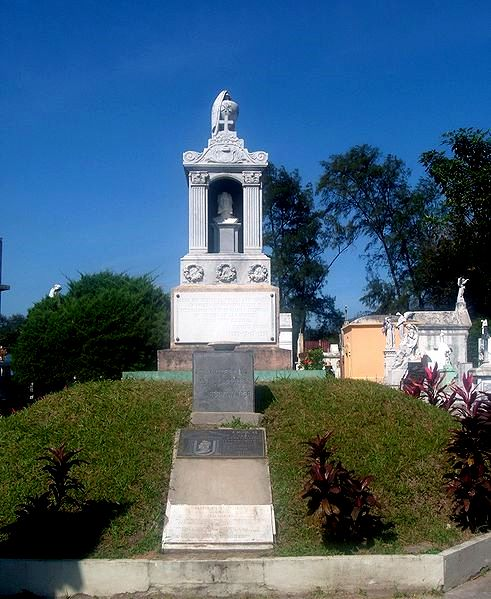
Grab von Francisco Morazán auf dem Cementerio de los Ilustres in San Salvador

### Batalla de la Arada
Als Staatschef unterstützte Vasconcelos Aufständische, welche José Rafael Carrera Turcios stürzen wollten. 1851 schloss er mit Juan Nepomuceno Fernández Lindo y Zelaya, welcher gerade Staatschef von Honduras war einen gegenseitigen Beistandspakt, die Armeen von El Salvador und Honduras überfielen Guatemala und wurden am 2. Februar 1851 von der guatemaltekischen Armee bei der Schlacht von San José La Arada geschlagen. Nach dieser Niederlage trat Vasconcelos vom Amt zurück und zog sich aus der Politik zurück.